# Mikołaja Doświadczyńskiego przypadki
Mikołaja Doświadczyńskiego przypadki – powieść Ignacego Krasickiego, datowana przez autora na 26 lutego 1775, opublikowana 15 marca 1776 w wydawnictwie Michała Grölla. Utwór uznawany jest za pierwszą polską powieść.

## Forma utworu
Powieść pisana jest w formie relacji pamiętnikarskiej głównego bohatera, mającej nadać utworowi cechy autentyzmu. W tym samym celu utwór miał początkowo zawierać informację, że jego tekst został jedynie odnaleziony przez Krasickiego w apteczce w domu Pani Podczaszyny, jednak informacja ta nie została ostatecznie zawarta w drukowanej wersji powieści. Nadaniu autentyczności służą również włączone w tekst inne formy gatunkowe, takie jak: list, przemówienie, inwentarz przedmiotów, znajdujących się na statku itp.
Przedmowa utworu stanowi parodię charakterystycznego dla ówczesnych czasów zwyczaju poprzedzania tekstów literackich wstępami, w których autorzy przypochlebiają się czytelnikowi i usprawiedliwiają niedostatki utworu.
Powieść składa się z trzech części (kompozycja trójkowa jest charakterystyczna również dla późniejszych powieści Krasickiego), z których każda stanowi odrębny typ powieściowy:
- Księga pierwsza – opisuje dzieciństwo i edukację tytułowego bohatera, ma formę powiastki filozoficznej oraz powieści satyryczno-obyczajowej, z elementami robinsonady.
- Księga druga – opowiada o reedukacji bohatera na wyspie Nipu. Ma formę utopii.
- Księga trzecia – konfrontuje nowo nabytą wiedzę bohatera z realiami cywilizacji. Wykorzystuje konwencję powiastki filozoficznej oraz powieści obyczajowej i przygodowej.

## Fabuła utworu

### Księga I
Tytułowy bohater wychowuje się w tradycyjnej polskiej rodzinie szlacheckiej. Jego edukacja domowa opiera się głównie na historiach o czarach i duchach. Trafia następnie do szkoły publicznej, prawdopodobnie jezuickiej, która także nie wyróżnia się poziomem. Po śmierci ojca szesnastoletni Mikołaj wraca do domu, gdzie jego edukacji dopełnić ma francuski guwerner, pan Damon, niewykształcony awanturnik, podający się za markiza. Uczy on bohatera głównie języka francuskiego, a także zachęca go do lektury barokowych romansów: Artamène ou le grand Cyrus oraz Clélie Madeleine de Scudéry i Historia Hipolita Madame d’Aulnoy. Lektura ta sprawia, że Mikołaj zakochuje się w wychowanicy swojej matki, Juliannie, noszącej to samo imię, co bohaterka powieści o Hipolicie. Matka bohatera, odkrywając tę miłość, wysyła dziewczynę do klasztoru. Mikołaj natomiast, dla dopełnienia edukacji, wyjeżdża do Warszawy z guwernerem. Tam bohater zajmuje się głównie hulankami i hazardem. Zaciągnięte przy tej okazji długi musi spłacać matka Mikołaja. Po jej śmierci bohater marzy o wyjeździe za granicę. Aby zdobyć na to fundusze zastawia trzy swoje wioski oraz klejnoty. Udaje się do Paryża, gdzie hulaszcze życie wpędza go w długi. Uciekając przed wierzycielami Mikołaj udaje się do Amsterdamu, a stamtąd planuje wypłynąć do Batawii, jednak jego statek rozbija się, Mikołaj trafia na nieznaną sobie wyspę o dziwnej nazwie – Nipu.

### Księga II
Mikołaj poznaje społeczeństwo Nipuanów, pod opieką lokalnego mędrca Xaoo i zapoznaje się z jej ustrojem i zwyczajami, co doprowadza do całkowitej reedukacji bohatera i zmiany jego poglądów. Pewnego dnia we wraku statku którym Mikołaj dotarł na wyspę, znajduje on złote, francuskie luidory oraz drogie kamienie. Bohater zdaje sobie sprawę z tego, że żyjąc wśród Nipuanów nie wykorzysta znalezionych kosztowności. Postanawia wypłynąć ukradkiem z wyspy.

### Księga III
Stęskniony za krajem Doświadczyński postanawia wrócić do cywilizacji. Trafia na hiszpański statek, którego kapitan więzi go i w końcu sprzedaje jako niewolnika do kopalni srebra w Boliwii. Tam spotyka Indianina, który przekonuje go, że Nipuanie są prawdopodobnie jego przodkami, którzy uciekli przed kolonizacją. Poznaje również kwakra Gwilhelma, który umożliwia mu powrót do Europy. Kapitanem wiozącego Mikołaja statku jest margrabia de Vennes, z którym bohater prowadzi liczne rozmowy o możliwości zastosowania nauk nipuańskich w ramach cywilizacji europejskiej. Mikołaj trafia do Kadyksu, gdzie próbuje zachowywać się zgodnie z naukami wyniesionymi z utopijnej wyspy. Zostaje przez to schwytany przez Inkwizycję i osadzony w zakładzie psychiatrycznym. Wydostaje go stamtąd margrabia de Vennes. Mikołaj wraca do Polski, gdzie rozpoczyna cnotliwy żywot oświeconego szlachcica, dobrego dla swoich poddanych. Próbuje podjąć również działalność polityczną, ale przekonuje się, że sejm jest tak dotknięty korupcją, że nie da się tego zmienić. Po latach spotyka również dawną ukochaną, Juliannę, która zostaje jego żoną.

## Wyspa Nipu

### Nazwa wyspy
Utopijną wyspę ówcześni badacze utożsamiali często z Japonią, ze względu na używaną w tamtych czasach łacińską nazwę tego kraju – Nippon. Rozważano także greckie źródło nazwy, ni-pou oznaczające „ni-gdzie”. Jednak żadna z tych hipotez nie jest całkowicie przekonująca, a nazwa wyspy może być zupełnie przypadkowa i pochodzić ze słownika geograficznego.

### Organizacja i kultura
Nipuanie nie posiadają ustroju politycznego w ścisłym tego słowa znaczeniu. Nie wierzą w inną władzę jednego człowieka nad drugim, jak tylko zwierzchność rodziców nad dziećmi. Tworzą więc system rodzin żyjących obok siebie w harmonii. Jedyną namiastką władzy jest rada starszych, ale jej rola ogranicza się do arbitrażu. Każda z rodzin posiada równy kawałek ziemi, który może uprawiać. Wszyscy mieszkańcy wyspy są równi, nie tylko społecznie i ekonomicznie, ale też jeśli chodzi o krój ubrań i fryzury. Ludzi starszych można rozpoznać jedynie po siwiźnie. Na wyspie nie zabija się zwierząt, mieszkańcy jedzą tylko jarzyny, owoce, nabiał, pieczywo. Nie używano też ostrych narzędzi. Nie występują również podatki. Małżeństwa są dożywotnie, świętuje się każdy pierwszy dzień miesiąca. Na wyspie nie uprawia się żadnych nauk, edukacja obejmuje przede wszystkim nauczanie zasad etycznych i moralnego postępowania. Każdy nauczyciel poznaje najpierw charakter swojego ucznia, następnie pracuje nad usunięciem wad jego charakteru i wdrożenie mu zasad moralnych i poczucia obowiązków, wynikających z życia w społeczności i uczy je praktycznie wypełniać. Nipuańczycy nie posiadają zorganizowanej religii, są deistami, czczącymi Istotę Najwyższą. Nie tworzą również literatury, ogranicza się ona u nich do ludowych pieśni, opiewających cnoty i dokonania przodków. Takie ujęcie przez Krasickiego roli poezji ludowej wynika z ówczesnej popularności folklorystyki, wzbudzonej m.in. przez Pieśni Osjana. Cała koncepcja państwa nipuańskiego została natomiast zainspirowana koncepcją człowieka żyjącego w stanie natury, wyłożonymi przez Rousseau w Emilu.

## Odbiór i analiza
Według Andrzeja Niewiadowskiego, utwór ten jest polemiką z poglądami Rousseau; nie zawiera znaczących elementów futurologicznych i jest programowo "antytechniczny i antynaukowy". Niewiadomski zalicza go "najciekawszych dystopii" europejskich, kanonu literatury polskiej i zwracja uwagę, że zainspirował on m.in. Historię przyszłości Mickiewicza i Rękopis przyszłego wieku Buszczyńskiego. .